# 吉爾曼 (伊利諾伊州)
吉爾曼（英語：Gilman）是一個位於美國伊利諾伊州易洛魁縣的城市。

## 地理
吉爾曼位於易洛魁縣西側三條公路的交界處，分別是57號州際公路、24號美國國道、25號美國國道。
吉爾曼的座標為40°46′00″N 87°59′32″W / 40.76667°N 87.99222°W，而該地的平均海拔高度為198米（即650英尺）。

## 人口
根據2010年美國人口普查的數據，吉爾曼的面積為5.88平方千米，當中陸地面積為5.83平方千米，而水域面積為0.05平方千米。當地共有人口1814人，而人口密度為每平方千米308.5人。